# Platysquilloides lillyae
Platysquilloides lillyae is een bidsprinkhaankreeftensoort uit de familie van de Nannosquillidae. De wetenschappelijke naam van de soort is voor het eerst geldig gepubliceerd in 1977 door Manning.